# 鹿本郡

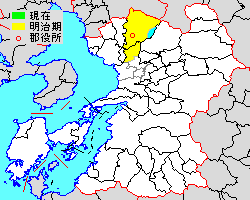
熊本県鹿本郡の位置（水色：後に他郡から編入した区域）

鹿本郡（かもとぐん）は、熊本県にあった郡。

## 郡域
1896年（明治29年）に行政区画として発足した当時の郡域は、下記の区域にあたる。
- 熊本市
  - 北区の一部（植木町各町）
- 山鹿市の大部分（菊鹿町木野・菊鹿町米原・菊鹿町松尾・菊鹿町池永・菊鹿町宮原・菊鹿町阿佐古を除く）

## 歴史
- 明治29年（1896年）

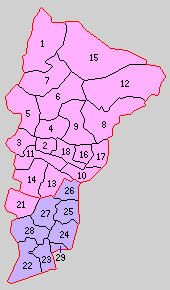
1.岩野村 2.山鹿町 3.川辺村 4.八幡村 5.平小城村 6.三岳村 7.広見村 8.六郷村 9.三玉村 10.中富村 11.米田村 12.内田村 13.千田村 14.米野岳村 15.岳間村 16.来民町 17.稲田村 18.大道村 21.山内村 22.菱形村 23.桜井村 24.山東村 25.吉松村 26.田底村 27.山本村 28.田原村 29.植木町（紫：熊本市 桃：山鹿市）

  - 4月1日 - 郡制の施行のため、山鹿郡・山本郡の区域をもって発足。郡名は両郡の名前を合成したものである。（3町24村）
    - 旧・山鹿郡（2町16村） - 岩野村、山鹿町、川辺村、八幡村、平小城村、三岳村、広見村、六郷村、三玉村、中富村、米田村、内田村、千田村、米野岳村、岳間村、来民町、稲田村、大道村（現・山鹿市）
    - 旧・山本郡（1町8村） - 山内村（現・山鹿市）、菱形村、桜井村、山東村、吉松村、田底村、山本村、田原村、植木町（現・熊本市）

  - 6月1日 - 郡制を施行。郡役所が山鹿町に設置。
- 大正12年（1923年）4月1日 - 郡会が廃止。郡役所は存続。
- 大正15年（1926年）7月1日 - 郡役所が廃止。以降は地域区分名称となる。
- 昭和29年（1954年）4月1日（2町15村）
  - 山鹿町・米田村・川辺村・八幡村・平小城村・三岳村・三玉村・大道村が合併して山鹿市が発足し、郡より離脱。
  - 岳間村・岩野村・広見村が合併して鹿北村が発足。
- 昭和30年（1955年）
  - 1月1日 - 植木町・山本村・田原村・菱形村・桜井村・山東村・吉松村が合併し、改めて植木町が発足。（2町9村）
  - 4月1日（2町6村）
    - 内田村・六郷村が菊池郡城北村と合併して菊鹿村が発足。
    - 来民町・稲田村・中富村が合併して鹿本町が発足。

  - 7月1日 - 千田村・米野岳村・山内村が合併して鹿央村が発足。（2町4村）
- 昭和32年（1957年）2月1日 - 菊鹿村の一部（稗方および米原・木野の各一部[1]）が菊池郡菊池町に編入。
- 昭和38年（1963年）12月1日 - 鹿北村が町制施行して鹿北町となる。（3町3村）
- 昭和40年（1965年）
  - 10月1日 - 菊鹿村が町制施行して菊鹿町となる。（4町2村）
  - 11月1日 - 鹿央村が町制施行して鹿央町となる。（5町1村）
- 昭和44年（1969年）4月1日 - 田底村が植木町に編入。（5町）
- 平成17年（2005年）1月15日 - 鹿北町・菊鹿町・鹿本町・鹿央町が山鹿市と合併し、改めて山鹿市が発足、郡より離脱。（1町）
- 平成22年（2010年）3月23日 - 植木町が熊本市に編入。同日鹿本郡消滅。

### 変遷表
| 明治22年以前 | 旧郡   | 明治29年4月1日 | 明治29年 - 昭和19年 | 昭和20年 - 昭和29年   | 昭和30年 - 昭和39年   | 昭和40年 - 昭和63年         | 平成元年 - 現在              | 現在   |
| ------------ | ------ | -------------- | ------------------- | --------------------- | --------------------- | --------------------------- | ---------------------------- | ------ |
|              | 山鹿郡 | 山鹿町         | 山鹿町              | 昭和29年4月1日 山鹿市 | 山鹿市                | 山鹿市                      | 平成17年1月15日 山鹿市       | 山鹿市 |
|              | 山鹿郡 | 川辺村         | 川辺村              | 昭和29年4月1日 山鹿市 | 山鹿市                | 山鹿市                      | 平成17年1月15日 山鹿市       | 山鹿市 |
|              | 山鹿郡 | 八幡村         | 八幡村              | 昭和29年4月1日 山鹿市 | 山鹿市                | 山鹿市                      | 平成17年1月15日 山鹿市       | 山鹿市 |
|              | 山鹿郡 | 平小城村       | 平小城村            | 昭和29年4月1日 山鹿市 | 山鹿市                | 山鹿市                      | 平成17年1月15日 山鹿市       | 山鹿市 |
|              | 山鹿郡 | 三嶽村         | 三嶽村              | 昭和29年4月1日 山鹿市 | 山鹿市                | 山鹿市                      | 平成17年1月15日 山鹿市       | 山鹿市 |
|              | 山鹿郡 | 三玉村         | 三玉村              | 昭和29年4月1日 山鹿市 | 山鹿市                | 山鹿市                      | 平成17年1月15日 山鹿市       | 山鹿市 |
|              | 山鹿郡 | 米田村         | 米田村              | 昭和29年4月1日 山鹿市 | 山鹿市                | 山鹿市                      | 平成17年1月15日 山鹿市       | 山鹿市 |
|              | 山鹿郡 | 大道村         | 大道村              | 昭和29年4月1日 山鹿市 | 山鹿市                | 山鹿市                      | 平成17年1月15日 山鹿市       | 山鹿市 |
|              | 山鹿郡 | 来民町         | 来民町              | 来民町                | 昭和30年4月1日 鹿本町 | 鹿本町                      | 平成17年1月15日 山鹿市       | 山鹿市 |
|              | 山鹿郡 | 中富村         | 中富村              | 中富村                | 昭和30年4月1日 鹿本町 | 鹿本町                      | 平成17年1月15日 山鹿市       | 山鹿市 |
|              | 山鹿郡 | 稲田村         | 稲田村              | 稲田村                | 昭和30年4月1日 鹿本町 | 鹿本町                      | 平成17年1月15日 山鹿市       | 山鹿市 |
|              | 山鹿郡 | 岩野村         | 岩野村              | 昭和29年4月1日 鹿北村 | 昭和38年12月1日 町制  | 鹿北町                      | 平成17年1月15日 山鹿市       | 山鹿市 |
|              | 山鹿郡 | 広見村         | 広見村              | 昭和29年4月1日 鹿北村 | 昭和38年12月1日 町制  | 鹿北町                      | 平成17年1月15日 山鹿市       | 山鹿市 |
|              | 山鹿郡 | 嶽間村         | 嶽間村              | 昭和29年4月1日 鹿北村 | 昭和38年12月1日 町制  | 鹿北町                      | 平成17年1月15日 山鹿市       | 山鹿市 |
|              | 山鹿郡 | 六郷村         | 六郷村              | 六郷村                | 昭和30年4月1日 菊鹿村 | 昭和40年10月1日 町制        | 平成17年1月15日 山鹿市       | 山鹿市 |
|              | 山鹿郡 | 内田村         | 内田村              | 内田村                | 昭和30年4月1日 菊鹿村 | 昭和40年10月1日 町制        | 平成17年1月15日 山鹿市       | 山鹿市 |
|              |        | 菊池郡 城北村  | 菊池郡 城北村       | 菊池郡 城北村         | 昭和30年4月1日 菊鹿村 | 昭和40年10月1日 町制        | 平成17年1月15日 山鹿市       | 山鹿市 |
|              | 山鹿郡 | 千田村         | 千田村              | 千田村                | 昭和30年7月1日 鹿央村 | 昭和40年11月1日 町制        | 平成17年1月15日 山鹿市       | 山鹿市 |
|              | 山鹿郡 | 米野岳村       | 米野岳村            | 米野岳村              | 昭和30年7月1日 鹿央村 | 昭和40年11月1日 町制        | 平成17年1月15日 山鹿市       | 山鹿市 |
|              | 山本郡 | 山内村         | 山内村              | 山内村                | 昭和30年7月1日 鹿央村 | 昭和40年11月1日 町制        | 平成17年1月15日 山鹿市       | 山鹿市 |
|              | 山本郡 | 植木町         | 植木町              | 植木町                | 昭和30年7月1日 植木町 | 植木町                      | 平成22年3月23日 熊本市に編入 | 熊本市 |
|              | 山本郡 | 菱形村         | 菱形村              | 菱形村                | 昭和30年7月1日 植木町 | 植木町                      | 平成22年3月23日 熊本市に編入 | 熊本市 |
|              | 山本郡 | 桜井村         | 桜井村              | 桜井村                | 昭和30年7月1日 植木町 | 植木町                      | 平成22年3月23日 熊本市に編入 | 熊本市 |
|              | 山本郡 | 山東村         | 山東村              | 山東村                | 昭和30年7月1日 植木町 | 植木町                      | 平成22年3月23日 熊本市に編入 | 熊本市 |
|              | 山本郡 | 吉松村         | 吉松村              | 吉松村                | 昭和30年7月1日 植木町 | 植木町                      | 平成22年3月23日 熊本市に編入 | 熊本市 |
|              | 山本郡 | 山本村         | 山本村              | 山本村                | 昭和30年7月1日 植木町 | 植木町                      | 平成22年3月23日 熊本市に編入 | 熊本市 |
|              | 山本郡 | 田原村         | 田原村              | 田原村                | 昭和30年7月1日 植木町 | 植木町                      | 平成22年3月23日 熊本市に編入 | 熊本市 |
|              | 山本郡 | 田底村         | 田底村              | 田底村                | 田底村                | 昭和44年4月1日 植木町に編入 | 平成22年3月23日 熊本市に編入 | 熊本市 |

## 行政
歴代郡長
| 代 | 氏名 | 就任年月日               | 退任年月日                | 備考                   |
| -- | ---- | ------------------------ | ------------------------- | ---------------------- |
| 1  |      | 明治29年（1896年）4月1日 |                           |                        |
|    |      |                          | 大正15年（1926年）6月30日 | 郡役所廃止により、廃官 |